# Le Fresne-sur-Loire

Le Fresne-sur-Loire este o comună în departamentul Loire-Atlantique, Franța. În 2009 avea o populație de 978 de locuitori.